# Gamsjoch
Gamsjoch – szczyt w paśmie Karwendel, w Alpach Wschodnich. Leży w Austrii, w kraju związkowym Tyrol, przy granicy z Niemcami. Szczyt sąsiaduje z Laliderer Spitze.
Pierwszego wejścia dokonał Markus Vincent Lipold w 1843 r.